# Poecilohetaerella antennata
Poecilohetaerella antennata är en tvåvingeart som beskrevs av Harrison 1959. Poecilohetaerella antennata ingår i släktet Poecilohetaerella och familjen lövflugor. Inga underarter finns listade i Catalogue of Life.